# 남평향교
남평향교(南平鄕校)는 대한민국 전라남도 나주시 남평읍 교원리에 있는 향교이다. 1985년 2월 25일 전라남도의 유형문화재 제126호로 지정되었다.

## 개요
향교는 훌륭한 유학자를 제사하고 지방민의 유학교육과 교화를 위하여 나라에서 지은 교육기관이다.
남평향교는 세종 9년(1427)에 동문 밖에 세웠으며, 중종 29년(1534)에 남일리 자고개로 옮겨 인종 1년(1545)에 수리하였다. 정유재란 때 불타 없어진 것을 선조 33년(1600)에 성균관과 남평 현민들이 협조하여 지금의 위치에 다시 지었다. 그 뒤 여러 차례의 수리를 거쳐 오늘에 이르고 있다. 현재 남아있는 건물은 대성전·명륜당·외삼문·내삼문 등이 있다.
경사지에 위치한 남평향교의 외삼문을 들어서면 배움의 공간인 명륜당과 동재·서재가 있고, 뒤쪽의 내삼문을 들어서면 제사공간인 대성전과 동무·서무가 있어 전학후묘의 배치형식을 따르고 있다.
조선시대에는 국가로부터 토지·노비·책 등을 지급 받아 학생들을 가르쳤으나, 갑오개혁(1894) 이후에 교육적 기능은 없어지고 봄·가을에 제사를 지낸다.

## 참고 자료
- 남평향교 - 국가유산청 국가유산포털